# 新安乡 (舒兰市)
新安乡，是中华人民共和国吉林省吉林市舒兰市下辖的一个乡镇级行政单位。

## 行政区划
新安乡下辖以下地区：
新安村、秀水村、帽山村、安阳村、益兴村、石河村、街北村、桃源村、桂家村、新鲜村、柳树河村、榆树沟村和联合村。